# Germond-Rouvre
Germond-Rouvre – miejscowość i gmina we Francji, w regionie Nowa Akwitania, w departamencie Deux-Sèvres.
Według danych na rok 1990 gminę zamieszkiwało 918 osób, a gęstość zaludnienia wynosiła 51 osób/km² (wśród 1467 gmin regionu Poitou-Charentes Germond-Rouvre plasuje się na 341. miejscu pod względem liczby ludności, natomiast pod względem powierzchni na miejscu 468.).